# Anacreontee
Le Anacreontee (dal greco: “Ἀνακρεόντεια”) sono una raccolta di circa sessanta poesie greche sui temi del vino, della bellezza, dell'amore erotico e del culto di Dioniso, attribuite pseudepigraficamente ad Anacreonte, considerato fin dall'antichità uno dei massimi esponenti della poesia simposiale.

## Storia e pubblicazione
Queste poesie sembrano essere state composte in un lungo periodo di tempo, compreso tra il IV secolo a.C e il VI secolo d.C., fino al momento in cui il paganesimo cedette in favore del cristianesimo nell’Impero romano.
Le sessanta poesie furono pubblicate a stampa per la prima volta nel 1554 con una traduzione latina dall'editore francese Henri Estienne (in latino Henricus Stephanus) nella raccolta dal titolo Anacreontea. Questi testi erano conservati in un antico manoscritto del X secolo che comprendeva anche l'Antologia Palatina, che nel 1607 era conservato nella Biblioteca Palatina di Heidelberg secondo l’umanista Claudius Salmasius. Poi nel 1623 fu donato a papa Gregorio XV dopo il saccheggio di Heidelberg e fu conservato nella Biblioteca Apostolica Vaticana. Successivamente fu prelevato dalla Città del Vaticano da Napoleone Bonaparte nel 1797, che lo divise in due volumi separati. Uno di quei volumi è stato restituito a Heidelberg, ma l'altro è rimasto nella Bibliothèque Nationale di Parigi.
Le Anacreontiche ebbero un successo enorme dal Cinquecento fino alla prima metà dell’Ottocento poiché erano considerate autentiche, tanto che la loro fama adombrò quella dei testi realmente composti da Anacreonte, che ci giungono in forma frammentaria, mentre le anacreontiche per intero.
All'inizio del XIX secolo divenne chiaro agli studiosi che le poesie risalissero a molto tempo dopo l'epoca di Anacreonte; infatti presentano livelli di competenza tecnica molto diversi.

## Fortuna
Molti autori furono influenzati dai temi di Anacreonte nella produzione della loro opere, come ad esempio gli italiani Torquato Tasso, i poeti dell'Arcadia in particolare Giambattista Felice Zappi e Iacopo Vittorelli con la sua opera le Anacreontiche ad Irene. Ripresero i temi trattati da Anacreonte anche il librettista e il poeta Lorenzo Da Ponte per la scrittura di alcune parti dell'opera Don Giovanni sia di Giuseppe Gazzaniga sia Wolfgang Amadeus Mozart. Per quanto riguarda il mondo tedesco, Uz Johan Peter, Johann Wilhelm Ludwig Gleim e Johann Nikolaus Gotz, riprendendo queste tematiche e insieme avevano dato vita nel 1740 alla "scuola di Halle", che diffuse la poesia Anacreontica in Germania per circa dieci anni. Per quanto riguarda l’Inghilterra vi è l’esperienza dell'Anacreontic Society, un club per gentiluomini che era popolare a Londra alla fine del diciottesimo secolo. Esistente dal 1766 al 1792 circa, la questa Società era dedicata all'antico poeta greco Anacreonte, famoso per i suoi canti alcolici e le sue odi all'amore. I suoi membri, che consistevano principalmente di uomini ricchi di alto rango sociale, si riunivano il mercoledì sera per unire l'apprezzamento musicale al mangiare e al bere. L'Anacreontic Song, nota anche con il suo incipit To Anacreon in Heaven, era la canzone ufficiale dell'Anacreontic Society. Fu composta da John Stafford Smith e la melodia di tale canzone verrà ripresa da Francis Scott Key e porterà alla composizione dello Star-Spangled Banner, che fu poi adottato come inno nazionale degli Stati Uniti d'America nel 1931.

## Contenuto
Le poesie a livello contenutistico riprendono i temi tipici della produzione del poeta di Teo: il trionfo dell’amore, del vino, della danza e della musica, dell’amicizia conviviale, insomma di una concezione dell’esistenza che si basava sulla necessità di abbandonarsi alle delizie del presente. Il simposio rappresenta il contesto per l’amore e per la consolazione delle sofferenze da esso derivanti e non più per l’ardore bellico di stampo omerico.  Tale sentimento non era rivolto solo alle fanciulle ma spesso a giovani ragazzi, quindi di natura omosessuale. Mostrano anche riferimenti letterari e stili più comuni all'epoca della loro composizione effettiva.
L’amore per Anacreonte è un’avventura, un gioco, una ricerca continua e insieme al vino occupa la maggior parte della produzione anacreontica, rendendola accattivante, ma non mancano tuttavia sentimenti di malinconia per la precarietà della condizione umana, la giovinezza terminata e le tempie ormai ingrigite, che sono un preludio alla triste conclusione della vita e all’approdo finale nel Tartaro.